# The Blessed Unrest
The Blessed Unrest là album phòng thu thứ tư và là album thứ ba theo hãng đĩa lớn của nữ ca sĩ kiêm sáng tác người Mỹ Sara Bareilles. Album được phát hành vào ngày 12 tháng 7 năm 2013 bởi hãng Epic Records. Đây là sản phẩm tiếp sau album Kaleidoscope Heart vào năm 2010 của cô.
Album này tiếp tục là một sản phẩm thành công, khi được đề cử giải Grammy cho "Album của năm" trong mùa giải lần thứ 56, đạt 68.000 bản ngay trong tuần đầu phát hành và đạt vị trí thứ 2 trên Billboard 200, chỉ xếp sau Magna Carta... Holy Grail của Jay-Z.
Đĩa đơn đầu tiên trích từ album, "Brave" được phát hành dưới dạng kĩ thuật số vào ngày 23 tháng 4 năm 2013. Nó lọt vào top 30 Billboard Hot 100, phá vỡ kỉ lục trụ hạng của đĩa đơn "Love Song" tại đó và mang về cho cô đề cử tại hạng mục "Trình diễn giọng pop xuất sắc nhất" tại giải Grammy 2014. "I Choose You" đĩa đơn thứ hai trích từ album, được phát hành vào đầu năm 2014 và đạt đến vị trí thứ 81 trên Billboard Hot 100.

## Bối cảnh thực hiện
Vào ngày 26 tháng 2 năm 2013, Bareilles đăng tải một đoạn video trên YouTube với khẳng định việc cô đang "thực hiện một bản ghi âm" và kêu gọi "hãy trở lại để được cập nhật thêm." Theo đó, một loạt các video với 6 đoạn video dài 2 phút cho thấy việc Bareilles đang thu âm cho album của cô. Vào ngày 9 tháng 7, cách một tuần trước khi phát hành, Bareilles truyền tiếp album này miễn phí trên iTunes.
Các bài hát trong album này mô tả về những trải nghiệm của Bareilles, giống như việc trải qua một cuộc chia tay.

## Thu âm
The Blessed Unrest được thu âm tại New York và Los Angeles trong thời điểm đầu năm 2013, cùng nhiều nhà đồng sản xuất khác như John O'Mahony và Kurt Uenala. Phòng thu Electric Lady Studios được sử dụng để thu âm các bài hát tại New York.

## Quảng bá
Vào ngày 27 tháng 3, Bareilles thông báo về Brave Enough Tour, một chuyến lưu diễn thông qua 18 thành phố tại Hoa Kỳ nhằm quảng bá cho album này. Vé đến chuyến lưu diễn này của cô bán hết chỉ trong vòng 3 phút. Vào tháng 6, Bareilles cũng thông báo về việc lưu diễn cùng nhóm OneRepublic từ ngày 29 tháng 8.
Sara trình bày "Brave" và "I Choose You" trên chương trình Live! with Kelly and Michael vào ngày 17 tháng 7 năm 2013. Cô trình diễn "Brave" trên The Tonight Show cùng Jay Leno vào ngày 19 tháng 7 năm 2013, xuất hiện trên VH1 Top 20 Video Countdown vào ngày 20 tháng 7 năm 2013 và trên The Late Late Show with Craig Ferguson vào ngày 22 tháng 7 năm 2013.

## Đĩa đơn
- "Brave" được phát hành vào ngày 23 tháng 7 năm 2013 dưới dạng đĩa đơn đầu tiên trích từ album này. Nó được Jack Antonoff từ nhóm nhạc Fun. đồng sáng tác cùng chính Sara. Một video lời nhạc chính thức được phát hành vào ngày 17 tháng 4 năm 2013.[13] Bài hát mở đầu và đạt vị trí thứ 61 trên Billboard Hot 100 Hoa Kỳ và ở vị trí thứ 20 trên Hot Digital Songs. Sau đó, nhờ sự so sánh và đối chiếu với bài hát "Roar" của Katy Perry, bài hát trở lại Hot 100 và đạt đến vị trí thứ 23. Bài hát được giới chuyên môn đánh giá cao và được đề cử cho "Trình diễn giọng pop xuất sắc nhất" tại giải Grammy lần thứ 56.
- "I Choose You" được chính thức thông báo vào ngày 17 tháng 1 năm 2014 dưới dạng đĩa đơn thứ hai thông qua trang Twitter chính thức của Bareilles.[14] Bài hát đạt đến vị trí thứ 81 trên Billboard Hot 100 và vị trí thứ 16 trên Billboard's Adult Pop Songs.[15]

## Âm nhạc và ca từ
Stephen Thomas Erlewine của AllMusic cho rằng âm nhạc trong album này "đầy tâm trạng và vững chãi, cho thấy những nước đi chắc chắn với tông màu buồn bã và ảm đạm". Jason Lipshutz từ Tạp chí Billboard cảm thấy "hứng thú hơn khi nhìn nhận album này ở phạm vi như một sản phẩm chuyển thể; bộ sưu tập gồm 12 bài hát này có sức mạnh của riêng nó để có thể đạt thành công trên các trạm phát thanh adult contemporary, nhưng vẫn để lại phần ca từ táo bạo và âm thanh nghiêm túc". Tạp chí Entertainment Weekly cho rằng Bareilles "đang chuyển dần sang Fiona Apple và Florence Welch."

## Đánh giá chuyên môn
| Đánh giá chuyên môn  | Đánh giá chuyên môn |
| Điểm trung bình      | Điểm trung bình     |
| Nguồn                | Đánh giá            |
| -------------------- | ------------------- |
| Metacritic           | 68/100              |
| Nguồn đánh giá       |                     |
| Nguồn                | Đánh giá            |
| AbsolutePunk         | 85%                 |
| AllMusic             | [ 16 ]              |
| Billboard            | 75%                 |
| Entertainment Weekly | B+                  |
| PopMatters           | [ 21 ]              |
| Rolling Stone        | [ 22 ]              |
| USA Today            | [ 23 ]              |

The Blessed Unrest nhận được nhiều phản hồi tích cực từ phía các nhà phê bình âm nhạc. Tại trang mạng tổng hợp Metacritic album đạt 68/100 điểm, dựa trên 7 bài đánh giá.
Tại AbsolutePunk, Craig Manning cảm thấy "phần phối khí đầy sắc thái và bất ngờ đưa các bài hát của cô ấy lên một tầm cao hơn các ca sĩ kiêm sáng tác thông thường khác." Stephen Thomas Erlewine của AllMusic đề cao phần "giai điệu ấm áp và mời gọi của nó." Trên Billboard, Jason Lipshutz gọi "album mới này là thành quả của sự băn khoăn, nhưng giống như tựa đề có nói, cô cho thấy mặt tích cực thông qua sự bất mãn và trưởng thành ở tư cách của một nghệ sĩ." Elysa Gardner của USA Today gọi đây là album "trưởng thành và thỏa mãn nhất cho đến nay của Bareilles, với việc ít các bài hát sướt mướt hơn ở sản phẩm trước của cô." Entertainment Weekly cho album này là "một bộ sưu tập dễ mến của những bức phác thảo xưng tội."
Dù vậy, Stacey Anderson từ Rolling Stone gọi Bareilles "quá chú trọng việc ngoại giao." Jon Caramanica của tờ The New York Times cho một đánh giá trái chiều, khi cho rằng "quý cô Bareilles đứng đằng sau những phong cách không phải của chính mình."

## Giải thưởng
| Năm  | Giải thưởng | Đề cử                                          | Kết quả |
| ---- | ----------- | ---------------------------------------------- | ------- |
| 2014 | Giải Grammy | Album của năm                                  | Đề cử   |
| 2014 | Giải Grammy | Trình diễn giọng pop xuất sắc nhất cho "Brave" | Đề cử   |

## Danh sách bài hát
| STT              | Nhan đề              | Sáng tác                            | Nhà sản xuất                          | Thời lượng |
| ---------------- | -------------------- | ----------------------------------- | ------------------------------------- | ---------- |
| 1.               | "Brave"              | Sara Bareilles, Jack Antonoff       | Mark Endert                           | 3:41       |
| 2.               | "Chasing the Sun"    | Bareilles, Antonoff                 | Endert                                | 4:29       |
| 3.               | "Hercules"           | Bareilles                           | Bareilles, John O'Mahony, Kurt Uenala | 4:22       |
| 4.               | "Manhattan"          | Bareilles                           | Bareilles, O'Mahony                   | 4:39       |
| 5.               | "Satellite Call"     | Bareilles                           | Bareilles, O'Mahony, Uenala           | 4:51       |
| 6.               | "Little Black Dress" | Bareilles                           | Bareilles, O'Mahony                   | 3:32       |
| 7.               | "Cassiopeia"         | Bareilles                           | Bareilles, O'Mahony, Uenala           | 3:33       |
| 8.               | "1000 Times"         | Bareilles                           | Bareilles, O'Mahony                   | 4:30       |
| 9.               | "I Choose You"       | Bareilles, Jason Blynn, Pete Harper | Endert                                | 3:39       |
| 10.              | "Eden"               | Bareilles, Matt Hales               | Bareilles, O'Mahony, Uenala           | 4:05       |
| 11.              | "Islands"            | Bareilles, Hales                    | Bareilles, O'Mahony, Uenala           | 4:21       |
| 12.              | "December"           | Bareilles                           | Bareilles, O'Mahony, Uenala           | 5:01       |
| Tổng thời lượng: | Tổng thời lượng:     | Tổng thời lượng:                    | Tổng thời lượng:                      | 50:35      |

| Các bài hát bổ sung trên cửa hàng iTunes | Các bài hát bổ sung trên cửa hàng iTunes | Các bài hát bổ sung trên cửa hàng iTunes | Các bài hát bổ sung trên cửa hàng iTunes | Các bài hát bổ sung trên cửa hàng iTunes |
| STT                                      | Nhan đề                                  | Sáng tác                                 | {{{extra_column}}}                       | Thời lượng                               |
| ---------------------------------------- | ---------------------------------------- | ---------------------------------------- | ---------------------------------------- | ---------------------------------------- |
| 13.                                      | "I Wanna Be Like Me"                     | Bareilles                                | Bareilles, O'Mahony, Uenala              | 3:28                                     |
| Tổng thời lượng:                         | Tổng thời lượng:                         | Tổng thời lượng:                         | Tổng thời lượng:                         | 54:03                                    |

| Các bài hát bổ sung tại Nhật Bản và của hãng Target | Các bài hát bổ sung tại Nhật Bản và của hãng Target | Các bài hát bổ sung tại Nhật Bản và của hãng Target |
| STT                                                 | Nhan đề                                             | Thời lượng                                          |
| --------------------------------------------------- | --------------------------------------------------- | --------------------------------------------------- |
| 13.                                                 | "Beautiful Girl"                                    | 4:02                                                |
| 14.                                                 | "Parking Lot"                                       | 3:34                                                |
| Tổng thời lượng:                                    | Tổng thời lượng:                                    | 58:11                                               |

| Bài hát bổ sung trên trang đặt mua chính thức | Bài hát bổ sung trên trang đặt mua chính thức | Bài hát bổ sung trên trang đặt mua chính thức | Bài hát bổ sung trên trang đặt mua chính thức |
| STT                                           | Nhan đề                                       | {{{extra_column}}}                            | Thời lượng                                    |
| --------------------------------------------- | --------------------------------------------- | --------------------------------------------- | --------------------------------------------- |
| 13.                                           | "Root Down"                                   | Bareilles, O'Mahony                           | 2:42                                          |

Danh sách bài hát được xác nhận thông qua hãng iTunes vào ngày 14 tháng 5.

## Các bảng xếp hạng
| Các bảng xếp hạng (2013)   | Thứ hạng cao nhất |
| -------------------------- | ----------------- |
| Album Hoa Kỳ Billboard 200 | 2                 |
| Album Canada (Billboard)   | 7                 |
| Australian Albums (ARIA)   | 73                |
| Swiss Albums Chart         | 55                |

### Xếp hạng năm
| Các bảng xếp hạng (2013) | Thứ hạng |
| ------------------------ | -------- |
| US Billboard 200         | 134      |

## Những người thực hiện
- Colette Alexander: Cello
- Sara Bareilles: Hát chính, dương cầm, Wurlitzer
- Jason Blynn: Guitar
- Mark Endert: Sản xuất, lên chương trình, keyboards, hòa âm
- Kevin Turcotte: Trombone
- Cochemea Gastelum: Baritone saxophone
- Rich Hinman: Pedal steel, guitar
- Todor Kobakov: Bộ dây
- Brian Kornfeld: Drum tech
- John O'Mahony: sản xuất, kỹ sư, hòa âm
- Stacey Proffitt: hát nền
- Curt Schneider: Bass
- Brian O'Kane: Trumpet
- Sarab Singh: trống
- Aaron Sterling: trống, lên chương trình
- Cameron Stone: Cello
- Kurt Uenala: Bass
- Yosef Tamir: Viola
- Sadaharu Yagi: kỹ sư thứ hai